# Mouvement d'Oxford
Pour les articles homonymes, voir Groupe d'Oxford (homonymie).
Le Mouvement d’Oxford (en anglais Oxford Movement) est un courant théologique et ecclésiastique anglais du XIXe siècle, se situant dans la lignée des théories défendues par la Haute Église (High Church) anglicane. Né vers 1833, il contribua à rapprocher la théologie anglicane du catholicisme, certains membres influents n'hésitant pas à demander leur admission dans l'Église catholique romaine.

## Histoire
Les promoteurs de ce mouvement sont pour la plupart des professeurs et étudiants de l’Université d'Oxford (d'où son nom) qui, réfléchissant à la question de la succession apostolique, doutent qu'elle aboutisse à l’Église anglicane.
Ce courant théologique est également connu sous le nom de tractarianisme (Tractarian movement), en référence à la publication des Tracts for the Times, de 1833 à 1841. Ses promoteurs sont aussi parfois nommés, de manière péjorative, « puseyistes » (et le courant de puseyisme ou puséisme), du nom de l’un de leurs chefs, Edward Bouverie Pusey, professeur d’hébreu à Christ Church, à Oxford.

### Début du Mouvement
Dans le cadre de la Reform Bill, le gouvernement britannique décide de supprimer 10 sièges parlementaires qui étaient dévolus à des évêques anglicans d'Irlande. Certains envisageaient par ailleurs de réformer la liturgie eucharistique et réintroduire une pratique sacramentelle.
Face à cette réforme gouvernementale John Keble (1792-1866), dans un sermon célèbre prononcé le 14 juillet 1833 dans l'église universitaire d'Oxford, critique l’« apostasie nationale » et la mainmise de l’État sur la vie de l’Église anglicane: il en appelle l’Église anglicane à se réveiller et réaliser sa mission sacrée. Ce prêche de John Keble conduit certains professeurs et membres d’Oxford à vouloir agir afin de développer un mouvement de renouveau de l’anglicanisme. Le 25 juillet, une conférence sur la défense de l’Église est organisée en présence de William Palmer, Froude et Perceval, mais la réunion n'aboutit pas. Il n'empêche que plusieurs personnalités s’engagent alors personnellement dans une défense de l’anglicanisme, dont Richard Whately qui prône une séparation de l'Église anglicane et de l’État.

### Publication desTracts
John Henry Newman, alors prêtre anglican à Oxford, est fortement influencé par le sermon prononcé par John Keble et décide de diffuser des tracts (les Tracts for the Times) où il défend une conception moderne de l’anglicanisme. Il critique la sécularisation croissante de l’Église d’Angleterre (son libéralisme), la mainmise gouvernementale sur les structures d'Église, et le déclin de la vie religieuse en général. Les autres personnalités éminentes du Mouvement d’Oxford sont l’archidiacre Henry Edward Manning, Richard Hurrell Froude, Robert Wilberforce et William Palmer.
En 1836, Edward Bouverie Pusey (1800-1882) signe un tract avec ses initiales, conduisant à un engagement visible de sa part dans le mouvement. Certains donnent le nom de « puseyisme » au mouvement d’Oxford, voyant en Pusey le chef et l’instigateur du mouvement. Cette dénomination a quelque chose de péjoratif et renvoie à une expression anglaise « Pussy cat ». Avant 1845, les membres sont parfois appelés « newmanites », en référence à John Henry Newman, l'initiateur des 'tracts'. .

### LeTract 90
En 1841, la publication du 90e Tract est un tournant: Newman affirme que les doctrines de l’Église catholique romaine, telles que le concile de Trente les a définies, sont compatibles avec les Trente-neuf articles, fondateurs de l’Église anglicane au XVIe siècle. Dominique Barberi, religieux passioniste italien, envoie une lettre à Newman et ses amis. Le 25 juillet 1841, Georges Spencer informe Barberi que sa lettre a fait l’objet d’une lecture très attentive de la part des membres du groupe d’Oxford.
Progressivement le mouvement d’Oxford évolue vers un rapprochement vers le catholicisme, et la reconnaissance de la place spéciale de l'évêque de Rome dans la 'succession apostolique', et est de plus en plus critique vis-à-vis du protestantisme et de son influence sur l'Eglise dAngleterre.
Finalement, le Mouvement d’Oxford perd de sa vitalité lorsque Newman, après un long processus de discernement demande son admission dans l'Eglise catholique en 1845, bien qu'il lui en coute beaucoup, financièrement et socialement. Manning le suit en 1851. Newman confie qu’il choisit le P. Barberi pour le recevoir dans l’Église catholique, parce qu’il voyait en lui un prêtre catholique qui aimait les anglicans et qui vivait saintement.

## Réaction au mouvement d'Oxford
L’émergence du mouvement d’Oxford est au commencement bien accueillie auprès du clergé d’Angleterre. Cependant très vite, dans l'Église anglicane, deux courants vont s’opposer et critiquer le mouvement d’Oxford: les évangéliques et les libéraux, qui  y voient une tentative de renaissance d’un catholicisme anglican. La presse, le gouvernement et l'establishment en général lui sont plutôt hostiles. Le mouvement eut cependant une influence non négligeable sur la rénovation des cérémonies religieuses, l'action sociale de l'Église (le slum settlement movement programme) et contribua à la renaissance de communautés religieuses dans la tradition anglicane.
Le mouvement a d’importantes répercussions aux États-Unis au sein de l’Église épiscopalienne. De nombreux religieux se reconnaissent dans ses principes théologiques comme Samuel Seabury.
Jusqu’à nos jours, l’anglo-catholicisme, qui doit sa renaissance au Mouvement d’Oxford, a largement influencé l’anglicanisme dans son ensemble.

## Conversion au catholicisme
Le principal protagoniste du Mouvement d’Oxford, John Henry Newman, après la rédaction du tract 90, est convaincu de l’inadéquation de la « théorie des branches » et, à sa demande, est admis dans l'Eglise catholique (1845). Sa conversion est l’une des plus célèbres. Cependant plusieurs membres et sympathisants du Mouvement d’Oxford firent la même démarche dans les années qui suivirent:  
Ainsi : 
- William Lockhart, premier membre à se convertir, devenu prêtre catholique.
- Thomas William Allies, historien de l’Église et ancien prêtre anglican.
- Edward Badeley, avocat.
- Robert Hugh Benson, ecclésiastique et romancier, fils de l'archevêque de Cantorbéry, Edward White Benson.
- John Chapman OSB, prêtre, moine bénédictin et théologien catholique.
- Augusta Theodosia Drane, écrivain et dominicaine.
- Frederick William Faber, théologien, écrivain, prêtre oratorien.
- Gerard Manley Hopkins, poète et prêtre jésuite.
- Robert Stephen Hawker, poète, prêtre anglican converti au catholicisme avant de mourir.
- James Hope-Scott, avocat, converti en même temps que Manning.
- Ronald Arbuthnott Knox, exégète biblique, prêtre anglican et romancier.
- Henry Edward Manning, futur cardinal archevêque de Westminster.
- George Jackson Mivart, biologiste, plus tard interdit par le cardinal Herbert Vaughan.
- John Brande Morris, orientaliste, devenu prêtre catholique.
- Augustus Pugin, architecte.
- William George Ward, théologien.
- Benjamin Williams Whitcher

## Autres personnalités liées au mouvement d'Oxford
- Christina Rossetti
- Alexander Penrose Forbes
- George Cornelius Gorham
- Georges Denison
- James Bowling Mozley
- Renn Hampden
- Richard William Church
- Thomas Mozley
- Walter Hook
- John Mason Neale
- William Ewart Gladstone
- Isaac Williams
- Thomas Gambier Parry